# Chelicerca galapagensis
Chelicerca galapagensis är en insektsart som beskrevs av Ross 1966. Chelicerca galapagensis ingår i släktet Chelicerca och familjen Anisembiidae. Inga underarter finns listade i Catalogue of Life.